# Осоргино (Альшеевский район)
Осоргино (баш. Осоргин) — деревня в Альшеевском районе Республики Башкортостан России. Входит в состав Воздвиженского сельсовета.

## Географическое положение
Расстояние до:
- районного центра (Раевский): 47 км,
- центра сельсовета (Воздвиженка): 3 км,
- ближайшей железнодорожной станции (Аксеново): 3 км.

## Население
| 2002 | 2009 | 2010 |
| ---- | ---- | ---- |
| 48   | ↘45  | ↘33  |

Национальный состав
Согласно переписи 2002 года, преобладающие национальности — русские (42 %), татары (33 %).